# Оржих, Борис Дмитриевич
Бори́с Дми́триевич О́ржих (24 ноября (5 декабря) 1864, Одесса — 14 апреля 1947, Сантьяго) — народоволец, организатор Южнорусской организации «Народной воли».

## Биография
Борис Оржих родился в Одессе в еврейской семье. Отец — Дмитрий Исаакович Оржих — адвокат, родом из Тобольска, впоследствии одесский мещанин. Мать — Генриетта Семёновна, владелица модного магазина. В семье было ещё четыре сестры: старшая Софья (в замужестве Соломонова, 1860—?), Ревекка (в замужестве Штеренберг, 1868—?), Дора (в замужестве Реферт, 1863—?) и Ида (1869—1884).
В 1878 году семья переезжает на родину отца в Тобольск, а позднее в 1879 году в Томск.
Учился в Одесском, затем в Томском реальном училище (окончил в 1881 году). Испытал сильное влияние народника Осипанова.
В сентябре 1881 года из-за серьёзной болезни отца семья была вынуждена вернуться в Одессу, на родину матери. В 1882 году поступил на естественное отделение физико-математического факультета Новороссийского университета.
С 1880 года участвовал в революционном движении (с 1882 года в составе одесской группы «Народной воли»). С августа 1884 года находился на нелегальном положении. Выступил одним из инициаторов объединения разрозненных народовольческих групп и восстановления организации «Народной воли». Организовал проведение в сентябре 1885 года в Екатеринославе съезда, который объединил ряд кружков и групп «Народной Воли» на юге России в единую организацию — Южнорусскую организацию «Народной воли». В том же году организовал подпольные типографии в Таганроге и Новочеркасске.
В январе 1886 года типография в Таганроге была разгромлена полицией, а сам Оржих был арестован в Екатеринославе на квартире у своего товарища Михаила Полякова и препровождён в Петербург. Процесс по делу Оржиха и ещё семерых обвиняемых рассматривался в декабре 1887 года, но вследствие болезни Оржиха (порок сердца) дело о нём было выделено и рассмотрено лишь в ноябре 1888 года. Был приговорён к смертной казни, заменённой бессрочной каторгой, заключен в Шлиссельбургскую крепость. В начале 1898 года после рассмотрения прошения о помиловании Оржих был направлен в ссылку на Дальний Восток. Первоначально проживал в Никольск-Уссурийскe, а с 1900 года во Владивостоке.
В 1901 году после длительной переписки с инстанциями Оржиху в ссылке было разрешено заниматься промышленным садоводством и огородничеством. Официальное название предприятия — «Садовое заведение Б. Д. Оржиха. Владивосток. Продолжение Прудовой и Миссионерской улиц, собственный дом. Цветоводство, семенная торговля. Устройство парков, садов, фигурных цветников и пр.»
Во время событий 1905 года являлся одним из руководителей «Союза союзов», активно выступал на митингах и участвовал в издании воззваний к населению. В 1906 году бежал в Японию, проживал в Нагасаки . Поддерживал связи с эсерами (в 1908 году был назначен членом ЦК партии на Дальнем Востоке), выпускал газету «Воля». После изменения отношения властей Японии к русским революционерам в 1910 году вместе с семьёй (женой и тремя детьми) переехал в Чили, занимался земледелием.
Выступал с публичными лекциями, в 30-х годах XX века выпустил несколько книг о России и СССР, издавал журнал на испанском языке. В 1939 году отправился в СССР, но начало Второй мировой войны застало его во Франции и после тяжелого приступа болезни Оржих был вынужден вернуться в Чили.
Скончался 14 апреля 1947 года в Сантьяго. В 1956 году после смерти сына перезахоронен (вместе с женой) в семейном склепе семьи Orjikh Saavedra.

## Семья
- Жена — Параскева (Прасковья) Григорьевна Светаева (?—1937), дочь коллежского асессора. Венчались в  кафедральном Успенском соборе Владивостока в 1901 году (Борис Оржих принял православие в 1899 году). Работала фельдшерицей-акушеркой во Владивостокской городской больнице.
  - Сын — Борис (1906—1956). Внуки — Борис Оржих Сааведра (1934—2002), Надежда Оржих Сааведра (1932—1969)
  - Дочери — Нина и Ольга